# Zhou Wanfeng
Zhou Wanfeng (jedn. kineski 周婉峰) (Zhou je prezime) (Nanhai, 17. listopada 1979.) je kineska hokejašica na travi. 
Od velikih natjecanja, sudjelovala je na OI 2000. u Sydneyu, na kojima je igrala na svim susretima, osvojivši s Kinom peto mjesto. Na OI 2004. u Ateni, na kojima je također igrala na svim susretima, osvojivši s Kinom četvrto mjesto, izgubivši susret za brončano odličje od Argentinki.

## Vanjske poveznice
- Podatci